# Мур, Эдвард Форест
Э́двард Фо́рест Мур (23 ноября 1925, Балтимор, штат Мэриленд — 14 июня 2003, Мэдисон, Висконсин) — американский профессор математики и информатики, изобретатель автомата Мура.

## Биография
Мур получил степень бакалавра по химии в Политехническом Университете Виргинии в 1947 году и степень доктора наук по математике в Брауновском университете в июне 1950 года. Работал в Иллинойсском университете в Урбане-Шампейне с 1950 по 1952 год и был приглашённым лектором в МИТ и Гарвард одновременно в 1952 и 1953 годах. Затем он работал в Bell Labs в течение 10 лет. Впоследствии был профессором в университете Висконсин-Мадисон с 1966 года и вплоть до выхода на пенсию в 1985 году.
Был женат на Элинор Константе Мартин, у них было трое детей.

## Научная деятельность
Мур был первым, кто использовал наиболее распространённый в наши дни тип конечного автомата: автомат Мура. Совместно с Клодом Шенноном Мур проделал плодотворную работу по теории вычислимости и построении надёжных схем с использованием менее надёжных реле. Множество последних лет своей жизни он потратил на бесплодные усилия в решении проблемы четырёх красок.